# Saint-Julien-du-Serre
Saint-Julien-du-Serre é uma comuna francesa na região administrativa de Auvérnia-Ródano-Alpes, no departamento de Ardèche. Estende-se por uma área de 9,78 km². Em 2010 a comuna tinha 891 habitantes (densidade: 91,1 hab./km²).